# Niagara (gioco da tavolo)
Niagara è un gioco da tavolo in stile tedesco di Thomas Liesching pubblicato nel 2004 dalla casa editrice Zoch Verlag e distribuito anche da Rio Grande Games.

## Il gioco
Si gioca su un tabellone con delle cerniere, progettato per essere appoggiato sulla scatola del gioco; i lembi che pendono dai bordi rappresentano le Cascate del Niagara. Il fiume viene rappresentato utilizzando dei dischi di plastica trasparente che vengono appoggiati su una superficie ruvida, creando delle piattaforme che scorrono verso la cascata.
I giocatori collezionano delle gemme lungo il fiume, utilizzano delle canoe per trasportarle e possono rubare quelle sulle canoe degli altri giocatori. I giocatori possono anche influenzare la velocità con cui le piattaforme si muovono verso la cascata.
Vince il gioco il primo giocatore che acquisisce quattro gemme dello stesso colore, o una per ciascuno dei cinque colori, o sette gemme di qualsiasi colore. Sebbene la struttura del gioco preveda che le gemme più vicine alla cascata abbiano un valore più elevato, il gioco dà a tutti i colori delle gemme la stessa importanza.

## Espansioni

### Diamond Joe
Presentato durante lo Spiel des Jahres del 2005, Diamond Joe introduce un'altra canoa che viene controllata indirettamente dai giocatori e che partecipa al commercio di gemme, rendendo più difficile la raccolta delle gemme.

### The Spirits of Niagara
Distribuito nel 2006, The Spirits of Niagara aggiunge delle canoe a capacità doppia, pezzi per un sesto giocatore, ulteriori carte pagaia con nuove azioni ed un mulinello che spinge a valle le canoe.
Vengono aggiunti due "spiriti" del fiume: "Bathing Beaver", che riporta il flusso del fiume alla normalità, e "Hurried Elk", che permette ad un giocatore di muovere le proprie canoe più velocemente se raggiungono le gemme sul bordo della cascata.

## Premi e riconoscimenti
- 2005
  - Spiel des Jahres: gioco dell'anno[1];
  - Mensa Select: gioco dell'anno[2];
  - Deutscher Spiele Preis: 2º classificato[3];
- 2008 Årets Spel: miglior gioco per famiglie[4]